# 앙리 루셀 드 쿠르시

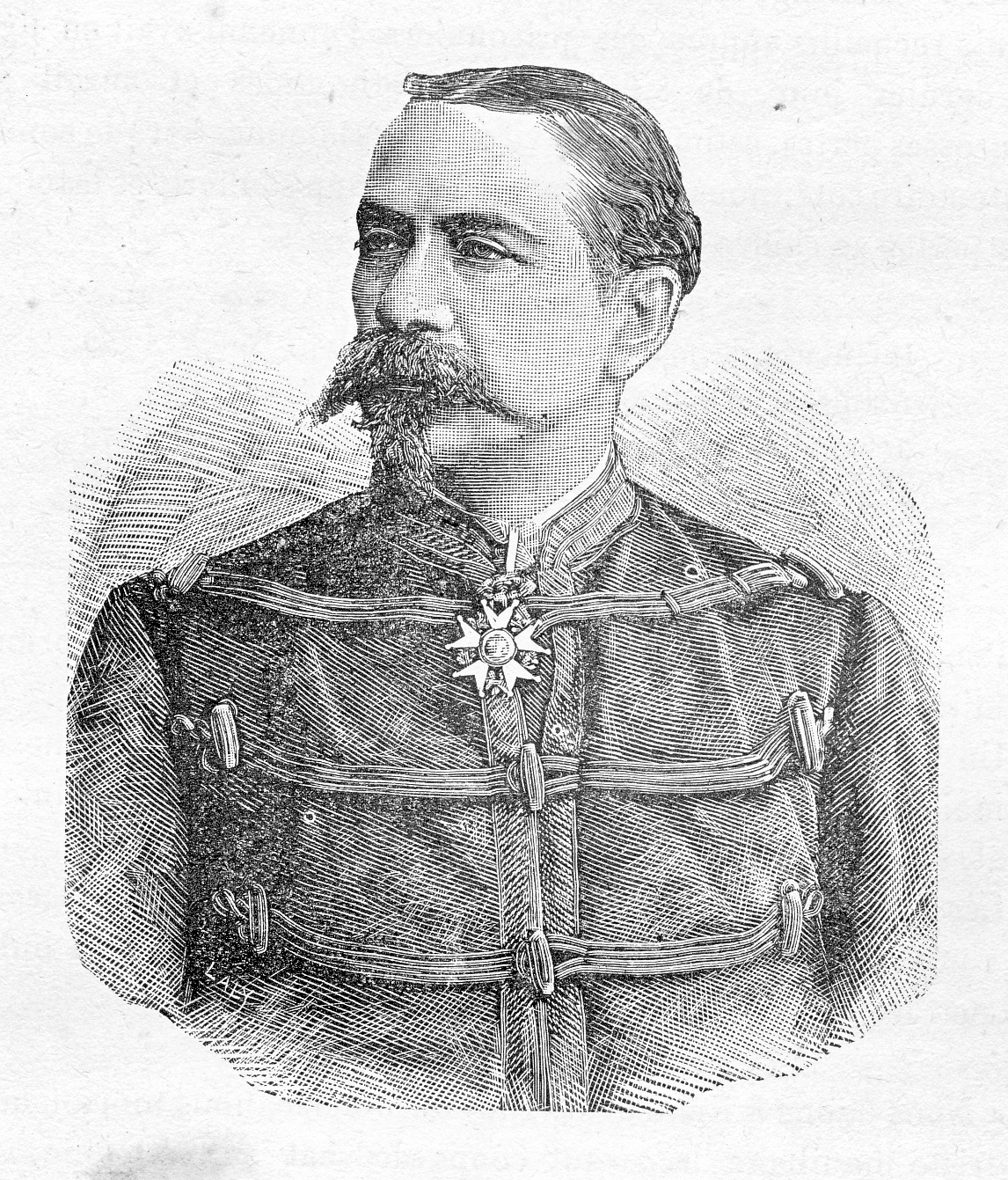
앙리 루셀 드 쿠르시

앙리 루셀 드 쿠르시(Henri Roussel de Courcy, 1827년 5월 30일 - 1887년 11월 8일)는 쿠르시의 백작이며, 프랑스 사단장이다.
드 쿠르시는 1881년에 낭시의 총독이었다. 낭시는 로렌 옆에 있는 중요한 장소였다. 드 쿠르시는 통킹 원정군 사령관을 지냈으며, 1885년부터 1887년까지 통킹 원정에 참가했다.
그는 안남의 보호관으로 임명되었다. 1885년 7월 후에 도착하여, 베트남 조정의 섭정이었던 응우옌반뜨엉과 똔텃투옛을 숙소로 불러들여, 함응이 황제에게 신임장을 수여하는 것에 대한 논의를 하였다. 투옛은 언변이 부족하고, 아프다는 핑계로 결석했다. 반뜨엉은 외교 용어에 능해서 드 쿠르시를 만나러 왔다. 투옛이 아프다는 말을 들은 뒤, 드 쿠르시는 어쨌던 그가 회의에 참석하게 하여 그를 겁박했어야 했다는 반응을 보였다.
모임을 가지는 동안 드 쿠르시는 프랑스군이 지나가도록 중앙문을 개방해야 한다고 요구했고, 함응이 황제는 그를 맞이하기 위해 왕좌에서 내려와야 한다고 주장했다. 뜨엉은 유교 의식의 원칙에 어긋난다고 대답하고, 프랑스 군인들은 옆문을 통과해야 한다고 요구했으나 그에게 거절당했다. 의천장황후는 그를 설득하기 위해 드 쿠르시에게 선물을 보냈지만 또한 거절당했다.
투옛은 프랑스에게 매복 공격을 감행했지만, 실패하고, 패배당했다. 투옛과 함응이는 후에에서 탈출하여 떤서의 산악 군사 기지로 피신했다. 그곳에서 함응이는 백성들에게 프랑스 식민주의자들에 대한 반란을 촉구했다. 현재 껀브엉 운동이라고 불리는 베트남의 대규모 폭동이 1889년까지 베트남 전역으로 확산되었다.
함응이 황제가 없는 동안 드 쿠르시는 응우옌 푹미엔딘(토쑤언 왕자)을 꼭두각시 ‘왕자 섭정’으로 임명하고, 응우옌 흐우도, 판딘빈, 응우옌반뜨엉을 내각대학사로 임명했다. 9월에는 뜨엉을 다오섬으로 유배시켰고, 새로운 황제로 동카인 황제를 내세웠다.
드 쿠르시는 껀브엉 반란을 진압하지 못했고, 1886년 4월에 폴 버트로 교체되었다. 그는 프랑스로 돌아왔고, 다음 해에 파리에서 죽었다.